# William A. Switzer Provincial Park
William A. Switzer Provincial Park är en park i Kanada.   Den ligger i provinsen Alberta, i den centrala delen av landet, 3 100 km väster om huvudstaden Ottawa. William A. Switzer Provincial Park ligger 1 170 meter över havet. Den ligger vid sjöarna  Blue Lake och Cache Lake.
Terrängen runt William A. Switzer Provincial Park är huvudsakligen kuperad, men åt sydost är den platt. William A. Switzer Provincial Park ligger nere i en dal som går i nord-sydlig riktning. Trakten runt William A. Switzer Provincial Park är nära nog obefolkad, med mindre än två invånare per kvadratkilometer.. Närmaste större samhälle är Hinton, 17,0 km sydost om William A. Switzer Provincial Park.
I omgivningarna runt William A. Switzer Provincial Park växer i huvudsak barrskog.